# Semioptila
Semioptila is een geslacht van vlinders van de familie Himantopteridae.

## Soorten
- S. ansorgei Rothschild, 1907
- S. axine Hering, 1937
- S. banghaasi Hering, 1937
- S. brachyura Hering, 1937
- S. brevicauda Hering, 1937
- S. constans Hering, 1937
- S. dolicholoba Hampson, 1920
- S. flavidiscata Hampson, 1910
- S. fulveolans (Mabille, 1897)
- S. hedydipna Kiriakoff, 1954
- S. hilaris Rebel, 1906
- S. hyalina Talbot, 1926
- S. latifulva Hampson, 1920
- S. longipennis Hering, 1937
- S. lufirensis Joicey & Talbot, 1921
- S. lydia Weymer, 1908
- S. macrodipteryx Kiriakoff, 1954
- S. marshalli Rothschild, 1907
- S. monochroma Hering, 1932
- S. opaca Hering, 1937
- S. overlaeti Hering, 1937
- S. papilionaria (Walker, 1864)

- S. psalidoprocne Kiriakoff, 1954
- S. satanas Hering, 1937
- S. semiflava Talbot, 1928
- S. seminigra Talbot, 1928
- S. spatulipennis Hering, 1937
- S. splendida Hering, 1937
- S. stenopteryx Hering, 1932
- S. torta Butler, 1887
- S. trogoloba Hampson, 1920
- S. ursula Hering, 1937
- S. vinculum Hering, 1937